# ستيف إيلا
ستيف إيلا (بالإنجليزية: Steve Ella)‏ هو لاعب دوري الرغبي أسترالي، ولد في 28 يوليو 1960 في Mount Pritchard ‏ في أستراليا.